# Associazione Sportiva Livorno Calcio 1993-1994
Questa pagina raccoglie le informazioni riguardanti l'Associazione Sportiva Livorno Calcio nelle competizioni ufficiali della stagione 1993-1994.

## Stagione
Nella stagione 1993-1994 il Livorno torna in Serie C2 dopo avere disputato un torneo di Eccellenza toscana ed uno del Campionato Nazionale Dilettanti.
Da questa stagione la vittoria nei campionati di Serie C viene pagata tre punti, rispetto ai due punti pagati fino allo scorso campionato. Gli amaranto guidati del confermato tecnico Giuliano Zoratti chiudono il campionato al terzo posto, alle spalle delle promosse in Serie C1 Gualdo e Pontedera. Miglior realizzatore stagionale è stato il centravanti Andrea Bagnoli, autore di 14 reti, precisamente 12 in campionato e 2 in Coppa Italia.
Nella Coppa Italia Serie C il Livorno vince a punteggio pieno il Girone H, poi nei sedicesimi di finale elimina l'Empoli e negli ottavi ha la meglio sul Pontedera, mentre nei quarti perde entrambe le sfide contro la Triestina.

## Rosa
| N. |                   | Ruolo | Calciatore          |
| -- | ----------------- | ----- | ------------------- |
|    | Italia (bandiera) | A     | Andrea Bagnoli      |
|    | Italia (bandiera) | D     | Andrea Baioni       |
|    | Italia (bandiera) | C     | Simone Baldo        |
|    | Italia (bandiera) | C     | Paolo Bellatorre    |
|    | Italia (bandiera) | P     | Fabrizio Boccafogli |
|    | Italia (bandiera) | D     | Pierangelo Calandra |
|    | Italia (bandiera) | A     | Luca Campistri      |
|    | Italia (bandiera) | C     | Marcello Carli      |
|    | Italia (bandiera) | C     | Davide Cordone      |
|    | Italia (bandiera) | C     | Gianni Cuc          |
|    | Italia (bandiera) | C     | Walter Cuccu        |
|    | Italia (bandiera) | D     | Stefano Da Mommio   |

| N. |                   | Ruolo | Calciatore             |
| -- | ----------------- | ----- | ---------------------- |
|    | Italia (bandiera) | A     | Domenico D'Antò        |
|    | Italia (bandiera) | D     | Riki Di Bin            |
|    | Italia (bandiera) | P     | Amedeo Di Latte        |
|    | Italia (bandiera) | D     | Andrea Di Somma        |
|    | Italia (bandiera) | D     | Massimiliano Ferina    |
|    | Italia (bandiera) | C     | Marco Merlo            |
|    | Italia (bandiera) | D     | Yuri Pellegrini        |
|    | Italia (bandiera) | A     | Massimo Peluffo        |
|    | Italia (bandiera) | A     | Raffaele Rubinacci (I) |
|    | Italia (bandiera) | D     | Mauro Saltarelli       |
|    | Italia (bandiera) | A     | Christian Scalzo       |
|    | Italia (bandiera) | C     | Massimiliano Spocchi   |

## Risultati

### Campionato

#### Girone di andata
| Arbitro: | Manganelli (Milano) |

|                                     |           |  |
| Bagnoli 17’ (rig.), 73’ Cordone 87’ | Marcatori |  |

| Ponsacco 19 settembre 1993 2ª giornata | Ponsacco           | 0 – 0 | Livorno | Stadio Comunale\| Arbitro: \| Dagnello (Trieste) \| |
| Arbitro:                               | Dagnello (Trieste) |       |         |                                                     |

| Arbitro: | Gambino (Barletta) |

|             |           |                |
| Bagnoli 53’ | Marcatori | 64’ S. Melotti |

| Arbitro: | De Santis (Tivoli) |

|  |           |            |
|  | Marcatori | 53’ D'Antò |

| Arbitro: | Corda (Cagliari) |

|            |           |  |
| D'Antò 58’ | Marcatori |  |

| Forlì 17 ottobre 1993 6ª giornata | Forlì            | 0 – 0 | Livorno | Stadio Tullo Morgagni\| Arbitro: \| Casaluci (Lecce) \| |
| Arbitro:                          | Casaluci (Lecce) |       |         |                                                         |

| Arbitro: | G. Bizzotto (Castelfranco Veneto) |

|                         |           |  |
| Wilson 33’ Marchese 71’ | Marcatori |  |

| Arbitro: | Urbano (Carbonia) |

|             |           |  |
| Bagnoli 31’ | Marcatori |  |

| Arbitro: | Gregoroni (Napoli) |

|  |           |                             |
|  | Marcatori | 34’ Scalzo 40’, 52’ Bagnoli |

| Arbitro: | Pirrone (Messina) |

|             |           |  |
| Cordone 76’ | Marcatori |  |

| Arbitro: | Ercolino (Cassino) |

|                        |           |                             |
| Scattini 42’ Carli 72’ | Marcatori | 30’ Scalzo 34’ (aut.) Carli |

| Arbitro: | Preschern (Mestre) |

|            |           |  |
| Mommio 80’ | Marcatori |  |

| Arbitro: | Alban (Bassano del Grappa) |

|              |           |  |
| Cecchini 50’ | Marcatori |  |

| Arbitro: | Alvino (Salerno) |

|          |           |  |
| Carli 4’ | Marcatori |  |

| Livorno 16 gennaio 1994 15ª giornata | Livorno          | 0 – 0 | Castel di Sangro | Stadio Armando Picchi\| Arbitro: \| Pizzini (Verona) \| |
| Arbitro:                             | Pizzini (Verona) |       |                  |                                                         |

| Arbitro: | Rizzo (Catania) |

|                |           |                   |
| M. Lo Pinto 1’ | Marcatori | 20’ (rig.) Baioni |

| Arbitro: | Innocente (Udine) |

|                                      |           |                                  |
| Di Bin 6’ Bagnoli 9’, 77’ D'Antò 84’ | Marcatori | 43’ Onorato 71’ (aut.) Da Mommio |

#### Girone di ritorno
| Arbitro: | Bancale (Latina) |

|            |           |            |
| Lugnan 91’ | Marcatori | 88’ D'Antò |

| Arbitro: | Pisacreta (Salerno) |

|            |           |  |
| Cordone 5’ | Marcatori |  |

| Arbitro: | Dagnello (Trieste) |

|            |           |  |
| Traini 83’ | Marcatori |  |

| Arbitro: | Cito (Nichelino) |

|               |           |  |
| Campistri 16’ | Marcatori |  |

| Arbitro: | Freddi (Sassari) |

|             |           |                           |
| Adamoli 22’ | Marcatori | 37’ Campistri 63’ Bagnoli |

| Livorno 20 marzo 1994 23ª giornata | Livorno          | 0 – 0 | Forlì | Stadio Armando Picchi\| Arbitro: \| Corda (Cagliari) \| |
| Arbitro:                           | Corda (Cagliari) |       |       |                                                         |

| Arbitro: | Sciamanna (Ascoli Piceno) |

|                                       |           |           |
| Campistri 38’ Bagnoli 43’ Cordone 48’ | Marcatori | 4’ Wilson |

| Vasto 10 aprile 1994 25ª giornata | Vastese                     | 0 – 0 | Livorno | Stadio Aragona\| Arbitro: \| Serena (Bassano del Grappa) \| |
| Arbitro:                          | Serena (Bassano del Grappa) |       |         |                                                             |

| Arbitro: | Calvi (Milano) |

|             |           |  |
| Cordone 39’ | Marcatori |  |

| Arbitro: | Rossi (Ciampino) |

|                            |           |     |
| Belletti 50’ M. Fanesi 75’ | Marcatori | 92’ |

| Arbitro: | Bazzi (Modena) |

|            |           |  |
| Bagnoli 5’ | Marcatori |  |

| Lugo di Romagna 15 maggio 1994 29ª giornata | Baracca Lugo       | 0 – 0 | Livorno | Stadio Ermes Muccinelli\| Arbitro: \| Gregoroni (Napoli) \| |
| Arbitro:                                    | Gregoroni (Napoli) |       |         |                                                             |

| Livorno 22 maggio 1994 30ª giornata | Livorno                      | 0 – 0 | Pontedera | Stadio Armando Picchi\| Arbitro: \| De Prisco (Nocera Inferiore) \| |
| Arbitro:                            | De Prisco (Nocera Inferiore) |       |           |                                                                     |

| Arbitro: | Ruggiero (Nocera Inferiore) |

|              |           |                          |
| Moscetta 92’ | Marcatori | 6’ Cordone 81’ Campistri |

| Arbitro: | D'Errico (Frattamaggiore) |

|                |           |  |
| Cancellato 87’ | Marcatori |  |

| Arbitro: | Cardella (Torre del Greco) |

|                        |           |  |
| Di Bin 10’ (rig.), 27’ | Marcatori |  |

| Arbitro: | Manganelli (Milano) |

|                |           |  |
| Pierantozzi 5’ | Marcatori |  |

## Coppa Italia

### Girone H
| Arbitro: | Guiducci (Arezzo) |

|  |           |             |
|  | Marcatori | 52’ Bagnoli |

| Arbitro: | Malatesta (Terni) |

|  |           |            |
|  | Marcatori | 81’ Scalzo |

| Arbitro: | Sorte |

|                          |           |             |
| Bellatorre 5’ Scalzo 31’ | Marcatori | 23’ Cortese |

| Arbitro: | Bancale (Latina) |

|                                          |           |  |
| Bagnoli 51’ (rig.) Scalzo 82’ D'Antò 87’ | Marcatori |  |

| 5 settembre 1993 5ª giornata |  | – Turno di riposo Livorno |  |  |

### Sedicesimi di Finale
| Arbitro: | Capozzi (Vicenza) |

|  |           |             |
|  | Marcatori | 62’ Peluffo |

| Arbitro: | Pola (Rovereto) |

|                       |           |               |
| D'Antò 70’ Scalzo 90’ | Marcatori | 38’ De Cresce |

### Ottavi di Finale
| Livorno 9 gennaio 1994 Andata | Livorno           | 0 – 0 | Pontedera | Stadio Armando Picchi\| Arbitro: \| Ferrarini (Parma) \| |
| Arbitro:                      | Ferrarini (Parma) |       |           |                                                          |

| Arbitro: | Ruggiero (Nocera Inferiore) |

|              |           |         |
| M. Rossi 16’ | Marcatori | 67’ Cuc |

### Quarti di Finale
| Arbitro: | F. Bizzotto (Castelfranco Veneto) |

|  |           |                            |
|  | Marcatori | 51’ Danelutti 81’ Rizzioli |

| Arbitro: | Perissinotto (Venezia) |

|                          |           |            |
| Labardi 23’ Milanese 32’ | Marcatori | 87’ D'Antò |